# 真木ひろか
真木 ひろか（まき ひろか、1982年2月25日 - ）は、日本のタレント、ラジオパーソナリティ。オフィスキイワード所属。近畿地方を拠点に活動していた頃には大阪本社に所属していたが、2009年に活動拠点を関東地方へ移してからは東京事務所所属となっている。

## 人物・来歴
群馬県榛名町（現・高崎市）出身。同志社大学法学部法律学科卒業。
実家は牧場で牛が好き。特技は牛の乳搾り、牛と仲良くなること。趣味はアコースティックギター、歌うこと、スポーツ全般、おしゃべり、読書。高校時代には、家庭科部・バレーボール部・陸上部・天文部の4つの部活動を掛け持ちしていた。
学生時代には教師を目指していたが、群馬訛りを直そうとオフィスキイワードのアナウンススクールに通ったことをきっかけに放送タレントの仕事を始める。学生時代、京都の街を歩いていたときに美容院の関係者から声をかけられ、美容院のカットモデルをしていたことがある。2001年に準ミス京都に選出された経験を持つ。
『ABCミュージックパラダイス』内ではまかふじたとして活動していたが解散。まかふじたの解散後にはソロで活動し、作詞：枝松順一、作曲：真木ひろかで卒業＆応援ソング、配信限定シングル『明日への一歩』を発表した。
2011年9月、結婚することを当時の出演番組と自身のブログで公表した。その翌月からは、生放送番組へのレギュラー出演のみを一時休止する形をとっていた。

## 出演

### テレビ番組
- info! Sky・A（Sky・A）
- ぷちらせ（よみうりテレビ）
- 京都最新情報（京都チャンネル）
- 街かど情報局（シティウェーブおおさか）[4]
- 街角トレジャーハンター（eo光テレビ） - リポーター（不定期）
- 街かどほっとらいん（高槻ケーブルネットワーク）[4]
- おはようTCN（高槻ケーブルネットワーク）
- Go!Go!テレビ（高槻ケーブルネットワーク）
- びびっとびわこ（びわ湖放送）
- テレ○情報局（K-CAT）[4]
- いつもどこかで（奈良テレビ、2006年8月19日 - 2008年3月29日）
- e-カンパニTV（ABCテレビ、2006年10月 - 2008年3月）[4]
- 湖国の道だより「すいすい」（びわ湖放送、2007年 - ）[5]
- ○なお店（K-CAT）[5]
- 寺谷一紀の彩友記（Sky・A sports+、2008年4月 - 2008年9月）
- あおバリューTV from 丘の横浜（イッツコム / J:COM）

### ラジオ番組
- シネコンサンデー（FMひらかた）[4]
- 笑福亭晃瓶のほっかほかラジオ（KBS京都ラジオ） - ラジオカーリポーター（2004年4月 - 2005年9月）
- 高校野球アルプスリポート（ABCラジオ） - アルプスリポーター[注釈 1]（2004年 - 2008年）
- ABCミュージック21（ABCラジオ、2005年10月3日 - 2006年3月28日）
- ノムラでノムラだ♪（MBSラジオ） - 月曜スタジオアシスタント（2006年4月3日 - 2008年3月31日）、中継リポーター（不定期）
- ABCミュージックパラダイス（ABCラジオ、2006年4月7日 - 2009年6月29日）
- ラジオ彩友記（京都三条ラジオカフェ、2008年4月 - ）
- flowers（JFN、2009年4月 - 2011年9月）
- ON8（BAYFM、2010年4月1日 - 2011年9月28日）
- 安倍なつみ「あなたに会えたら」（BAYFM） - 「今週のなっち・ファイブチェック」担当（2010年4月2日 - 2011年9月30日）
- RADIO LIVE CAFE La Donna[注釈 2]（BAYFM、2011年 - 3月[いつの?]）
- SUNDAY TALKING D-THEATER（BAYFM）[6]
- リッスン！STAR digio（スターデジオ）
- デジオINDEX（スターデジオ） - ナレーター[7]
- Mind of Music 〜今だから音楽〜（BAYFM）
- 伝えたい！私の高校生活（NHKラジオ第2）[8] - ナレーター[9]
- わかさ出版ラジオマガジン 健康Don!Don!（ラジオ大阪、2016年）
- ラジオショッピング（わくわくお届け便[10]、Buy Now[10]、まいどあり〜。[10]、旬！SHUN! ピックアップ、good day、いいものテン（ファイブ）ミニッツ！）
- アフタヌーン・パラダイス（エフエム世田谷・ミュージックバード、2024年4月1日 - ）

### CM
- 茜丸五色どら焼き[4]